# 汤健华
汤健华（英語：Keen Wah Hong，2004年3月23日—），美国男子竞技体操运动员，2023年世界竞技体操锦标赛男子团体全能铜牌得主、2024年夏季奥林匹克运动会男子团体全能铜牌得主。